# جهاز عصبي ذاتي
الجهاز العصبي الذاتي أو الجهاز العصبي التلقائي أو الجهاز العصبي المستقل أو جهاز عصبي أحشائي (بالإنجليزية: autonomic nervous system)‏ أحد أقسام الجهاز العصبي المحيطي في الكائنات الحية العليا، يختص بالتحكم بالوظائف الحيوية الذاتية اللاإرادية، ويقسم عادة إلى جهازين ذوي مهام متعاكسة هما: الجهاز العصبي الودي والجهاز العصبي اللاودي.
أول من تعرف على هذا الجهاز هو الطبيب الإغريقي جالينوس. في عام 1665م، استخدم الطبيب وعالم التشريح الإنجليزي توماس ويليس المصطلح لوصف الجهاز العصبي الذاتي الودي. في عام 1900م، استخدم عالم وظائف الأعضاء الإنجليزي جون نيوبورت لانغلي مصطلح الودي وأضاف وصفًا للقسم الثاني الذي سماه بالجهاز العصبي اللاودي.

## التشريح
يطلق على أي تجمع لأجسام الخلايا العصبية (العصبونات) داخل الدماغ اسم النواة (بالإنجليزية: Nucleous)‏ في حين تدعى هذه التجمعات خارج الدماغ بالعقد (بالإنجليزية: Ganglia)‏.
من هذه التجمعات (النوى والعقد) تنبثق معظم الأعصاب التي تصنف كأعصابٍ إرادية إذا كانت صادرة عن الدماغ أو أعصابا تلقائية (لاإرادية) إذا كانت صادرة عن العقد العصبية المحيطية. بشكل عام، فإن الأعصاب التلقائية تصل إلى معظم أعضاء الجسم عدا العضلات الحمراء المخططة التي تسمّى أيضا بالإرادية فتعصّب بأعصاب إرادية (تزود الإنسان بإرادة الحركة).
تحوي الأعصاب التلقائية عقداً في منتصفها تقسمها إلى أعصاب تلقائية قبل العقد وأعصاب تلقائية بعد العقد، وهذه الأعصاب بعد العقد غالباً لا تحوي غمد الميالين.
وبناءً على نوع العقد التي ينشأ عنها العصب يمكن تقسيم الأعصاب إلى أعصاب ودية وأعصاب نظيرة ودية، وبشكل عام يكون انتشار الأعصاب الودية في الجسم أوسع وأشمل من انتشار الأعصاب نظيرة الودية. أما العقد في الأعصاب نظيرة الودية فتكون أقرب للعضو المعصّب وأحياناً تقع فيه.
تنشأ ألياف الأعصاب الودية في الغالب من النخاع الشوكي المتموضع بين الفقرة الصدرية الأولى والفقرة القطنية الثالثة، حيث أن ألياف الفقرات الصدرية من الأولى إلى الخامسة تشكل لاحقا عقدا ودية، وينشأ عن هذه العقد ألياف تعصب القلب والأوعية الدموية.
الأعصاب الودية الخارجة من الفقرات الصدرية 6 -12 تعصب بعد مرورها بالعقد الودية: المعدة والأمعاء والكبد والبنكرياس والكليتين، أما الأعصاب اللاودية الخارجة من الفقرات الظهرية 1-3 فتعصب الشرج والأعضاء البولية والتناسلية.
ألياف الجهاز نظير الودي تنشأ من الدماغ المتوسط والنخاع المستطيل ويخرج مع الأعصاب القحفية الثالث والسابع والتاسع بعض ألياف العصب القحفي العاشر. في حين ينشأ جزء آخر من الفقرات العجزية 2، 3، 4.
الألياف نظيرة الودية التي تخرج من الدماغ المتوسط تصل إلى العقد الهدبية ciliary ganglia تنتهي بأعصاب حركية تغذي العين والقزحية. ألياف النخاع المستطيل تغذي غدد الدمع واللعاب. بعض ألياف العصب العاشر تتوزع في القلب والرئتين والمعدة والمعاء الدقيقة، والكبد والبنكرياس.
الألياف نظيرة الودية التي تتنشأ من الفقرات الحرقفية فهي تعصب العضلات الملساء اللاإرادية في الشرج والمثانة والأعضاء التناسلية.

## الوظائف
يعمل كل من الجهاز العصبي الذاتي الودي والجهاز العصبي الذاتي اللاودي بصورتين متعاكستين. ويصدق وصف هذا التعاكس بالتكامل أكثر من التناقض. يمكن تشبيه الجهازين ببدال السرعة والمكابح في السيارة. يعمل الجهاز الودي في المواقف التي تتطلب ردودًا سريعة. ويعمل الجهاز اللاودي في المواقف التي لا تستلزم ردود فعل عاجلة. غالبًا ما يوصف الجهاز العصبي الودي بجهاز الكر والفر بينما يوصف الجهاز اللاودي بجهاز الراحة والهضم. يظهر الجدول التالي بعض الوظائف الخاصة بالجهازين:
| العضو / الجهاز          | الجهاز العصبي الذاتي الودي                                | الجهاز العصبي الذاتي اللاودي                              |
| ----------------------- | --------------------------------------------------------- | --------------------------------------------------------- |
| الجهاز الهضمي           | يقلل نشاط وحركة الجهاز الهضمي                             | يزيد نشاط وحركة الجهاز الهضمي                             |
| الكبد                   | يحفز الكبد على إفراز الجلوكوز في الدم                     | لا يوجد تأثير                                             |
| الرئتين                 | يوسع الشعب الهوائية                                       | يضيق الشعب الهوائية                                       |
| الجهاز البولي           | يضيق المثانة                                              | يمدد المثانة                                              |
| الكلى                   | يقلل من كمية البول                                        | لا يوجد تأثير                                             |
| القلب                   | زيادة نبضات القلب                                         | تقليل نبضات القلب                                         |
| الأوعية الدموية         | تضييق الأوعية الدموية وزيادة ضغط الدم الانقباضي           | لا يوجد تأثير على معظم الأوعية الدموية في الجسم           |
| الغدد اللعابية والدمعية | يثبط الغدد، يسبب جفاف العين والفم                         | ينشط الغدد، يزيد إنتاج اللعاب والدموع                     |
| العين                   | يقلص بؤبؤ العين، يهيء عضلات العين لمشاهدة الأجسام البعيدة | يوسع بؤبؤ العين، يهيء عضلات العين لمشاهدة الأجسام القريبة |
| لب الغدة الكظرية        | يحفز إنتاج الأدرينالين والنورأدرينالين                    | لا يوجد تأثير                                             |
| الغدد العرقية           | يحفز التعرق                                               | لا يوجد تأثير                                             |

## النقل الكيميائي في الأعصاب الذاتية
تنقل الإشارات العصبية على طول المحور العصبي بشكل إشارة كهربائية تدعى كمون الفعل تنتشر على طول المحور حتى الوصول لنهايته التي تدعى المشبك العصبي، حيث يتحول النقل إلى نقل كيميائي يتم عن طريق تفريغ الحويصلات موجودة في النهاية المشبكية للعصب والتي تحوي مواد كيميائية تدعى النواقل العصبية. أهم هذه النواقل في الجهاز العصبي الذاتي الأستيل كولين والنورأدرينالين (يدعى أيضا النورإبينفيرين).وبناءً على نوع الناقل العصبي تُصَنَّف الألياف العصبية إلى ألياف كولينية (تحوي الأستيل كولين) وألياف أدرينالية (تحوي أدرينالين ونورأدرينالين).
تشمل الألياف الكولينية :
- جميع الألياف العصبية الذاتية قبل-العقدية preganglionic (سواء كانت ودية أو غير ودية) : أي أن جميع اللياف التي تصل للعقد العصبية التلقائية تفرز الأستيل كولين لتنبيه الألياف بعد-العقدية.
- الألياف العصبية التلقائية التي تصل إلى لب الغدة الكظرية (الواقعة فوق الكلية).
- جميع الألياف العصبية بعد العقدية في الجهاز نظير الودي.
- بعض الألياف العصبية بعد-العقدية في الجهاز الودي : وهي التي تصل إلى الغدد العرقية.
- الياف الأعصاب الحركية : التي تعصب العضلات الحركية الإرادية وهي أعصاب الجهاز العصبي الجسدي (الإرادي).

أما الألياف الأدرينالية التي تفرز في نهاياتها المشبكية نورأدرينالين وادرينالين فتشمل جميع الألياف العصبية بعد-العقدية الودية (عدا التي تعصب الغدد العرقية).

## المستقبلات
تُؤْثَرُ النواقل العصبية بمافيها الأستيل كولين والنورأدرينالين في العديد من الأعضاء بعد إفرازها من الأعصاب التلقائية عن طريق ارتباطها بمستقبلات خاصة موجودة في هذه الأعضاء تؤدي لظهور التأثيرات العصبية المطلوبة. وعادة تقسم هذه المستقبلات إلى :
- مستقبلات كولينية : ترتبط بالأستيل كولين معطية تأثيرات الأستيل كولين على العضو المرتبط بالمستقبل. وهي تشمل : مستقبلات كولينية مركزية تتوضع في العقد العصبية الذاتية (فبما أن جميع الألياف قبل-العقدية كولينية فإن الأستيل كولين المفرز يجب أن يرتبط ضمن هذه العقد بمستقبلات كولينية تنقل التنبيه لاحقا إلى الألياف العصبية بعد-العقدية سواء كانت ودية أو نظير-ودية.) وأيضا عند نهايات الأعصاب المحركة في العضلات الإرادية.
  - المستفبلات الكولينية المركزية (المتموضعة في العقد العصبية) تتنبه بالنيكوتين (حسب التركيز) سواء كانت في العقد أو في العضلات الإرادية لذلك تدعى مستقبلات نيكوتينية، في حين يمكن حجب تأثير الأستيل كولين عن هذه المستقبلات بمركبات الأمونيوم والهيكساميتينويوم.
  - المستقبلات الكولينية المحيطية المتوضعة في العضلات اللاإرادية فتُنَبَّه بالمسكارين لذلك تدعى مستقبلات مسكارينية ويُحْجَب الاستيل كولين عنها باستخدام قلويدات الكورار والديكاميتونيوم والأتروبين.
- مستقبلات أدرينالية: ترتبط بالأدرينالين والنورأدرينالين. يمكن تقسيمها إلى ألفا وبيتا حسب نوعية المنبهات التي تَسْتَثِيرها ونوع المركبات التي تحجب الإدرينالين عنها.

## دور الجهاز العصبي اللاإرداي في تنظيم التعرق
يؤدي تنبيه منطقة البارحة أمام البصرية الموجودة في تحت المهاد كهربائيا أو بالحرارة المفرطة إلى التعرق. وتنقل الدفعات من هذه المنطقة التي تسبب التعرق في السبل المستقلة إلى الحبل الشوكي ومن ثم خلال مجرى الأعصاب إلى الجلد والغدد العرقية به في كل أنحاء الجسم.
فالغدد العرقية تتلقى تغذية عصبية من خلال ألياف عصبية، تفرز أستيل كولين، كما أن هذه الغدد يمكن تنبيهها أيضاً بالأدرينالين والنورإبينفرين الذي يجري في الدم، على الرغم من أن الغدد نفسها لا تحوي أية أعصاب أدرينالينية. ولهذا فإن ذلك مهم أثناء التدريبات الرياضية عندما يفرز هذين الهرمونين من غدة لب الكظر ويحتاج الجسم عندئذ إلى فقدان الحرارة الفائضة المولدة في العضلات.

### آلية إفراز العرق
تحوي بنية الغدة العرقية جزئين:
1. جزء ملتف عميق تحت الجلد، وهو يفرز العرق.
2. جزء القناة التي تمر إلى الخارج خلال أدمة الجلد والبشرة.

كما يصح الأمر بالنسبة للغدد الأخرى فإن الجزء الإفرازي من الغدة العرقية يفرز سائلا يسمى الإفراز الأولي primary secretion أو الإفراز الطليعي precursor secretion ؛ ومن ثم تعدل تراكيز محتويات السائل عند جريانه خلال القناة.
الإفراز الطليعي هو نتاج إفرازي فعال لخلايا النسيج الطلائي التي تبطن الجزء الملتف من الغدة العرقية. وتحفز الإفراز نهايات الألياف العصبية اللاإرادية مفرزة الأسيتيل كولين الموجودة على الخلايا الغدية أو بالقرب منها.
يشابه تركيب الإفراز الطليعي ذلك الذي لبلازما الدم كثيرا ما عدا أنه لا يحوي بروتينات البلازما. ويكون تركيز الصوديوم فيه حوالي 142 ملي / لتر تقريبا، وتركيز الكلوريد حوالي 104 ملي / لتر، مع تراكيز أقل كثيرا للمذيبات الأخرى للبلازما.
لكن عندما يجري هذا الإفراز الطليعي خلال جزء القناة من الغدة فإنه يحور بإعادة امتصاص معظم أيونات الصوديوم والكلوريد منه.
وتعتمد درجة إعادة الامتصاص هذه على سرعة التبخر كما يلي:
عندما تنبه الغدد العرقية قليلا يمر السائل الطليعي خلال القناة ببطء كبير. وفي هذه الحالة يعاد أساسا امتصاص كل أيونات الصوديوم والكلوريد ويهبط تركيز كل منهما إلى ما يصل إلى 5 ملي / لتر، ويقلل هذا من الضغط الأسموزي لسائل العرق لمستوى قليل جدا بحيث يعاد امتصاص معظم الماء أيضا، مما يركز معظم محتوياته الأخرى.
ولهذا فعند هذه السرعات البطيئة من التعرق تكون المحتويات مثل اليوريا وحمض اللاكتيك وأيونات البوتاسيوم في العادة مركزة جدا.
ومن ناحية أخرى، عندما تنبه الغدد العرقية بشدة بالجهاز العصبي اللاإردي، تتكون كميات كبيرة من الإفراز الطليعي ولا تعيد القناة العرقية امتصاص مكوناته إلا حوالي أكثر من نصف كلوريد الصوديوم بقليل. وعندئذ يرتفع تركيز أيونات الصوديوم والكلوريد ( في الشخص الغير متأقلم ) إلى مستويات قصوى تبلغ حوالي 50 إلى 60 ملي / لتر، وهو أقل من نصف تراكيزه في البلازما بقليل.
و بالإضافة لذلك تقل إعادة امتصاص الماء كثيرا أيضا لأن العرق يجري خلال قنوات الغدد العرقية بسرعة كبيرة، ولهذا فإن تركيز المحتويات المذابة الأخرى للعرق يزداد بصورة معتدلة فمثلا:
- اليوريا يزداد تركيزها لحوالي ضعف تركيزها في البلازما.
- حمض اللاكتيك يزداد تركيزه لحوالي أربعة أضعافه.
- البوتاسيوم يزداد تركيزه لحوالي 1.2 ضعف تقريبا.

يلاحظ هنا بصورة خاصة الفقدان الكبير لكلوريد الصوديوم في العرق عندما لا يكون الشخص متأقلما للحرارة كما يلي:

### آلية تأقلم العرق، ودور الألدوستيرون
بالرغم من أن الشخص السوي غير المتأقلم نادراً ما يولد أكثر من حوالي لتر واحد من العرق في الساعة الواحدة، ولكن عند تعرضه للجو الحار لمدة 1 - 6 أسابيع فإنه في الغالب يزيد تعرقه تدريجيا بغزارة، وغالبا ما يصل الإنتاج القصوي للعرق في هذا الشخص إلى 2 - 3 لترات في الساعة.
يمكن عن طريق تبخر هذه الكمية من العرق إزالة الحرارة من الجسم بسرعة أكثر من عشرة أضعاف المعدل الأساسي السوي لتوليد الحرارة.
تتسبب هذه الزيادة في كفاءة آلية التعرق بالزيادة المباشرة لمقدرة الغدد العرقية نفسها على التعرق.
كما يترافق مع التكيف نقص تركيز كلوريد الصوديوم في العرق مما يساعد في الاحتفاظ التدريجي الأكفأ للملح، ويتسبب هذا التأثير بزيادة إفراز الألدوستيرون الذي يتولد بدوره من النقص القليل في مستوى كلوريد الصوديوم في السائل خارج الخلايا وبلازما الدم.
وغالباً ما يفقد الشخص غير المتأقلم والذي يتعرق بغزارة ما يصل إلى 15 - 30 جرام من الملح يوميا للأيام القليلة الأولى، ولكن بعد 4 - 6 أسابيع من التأقلم ينقص فقدانه إلى 3-5 جرام يوميا.

## تأثير الكافيين
يعد الكافيين مادة فعالة في العديد من المشروبات والأطعمة؛ كالشاي والقهوة والمشروبات الغازية. تتضمن التأثيرات قصيرة المدى للكافيين رفع ضغط الدم وتحفيز الجهاز العصبي الودي. ومع ذلك، يؤدي الاستهلاك المستمر للكافيين إلى عكس هذه التأثيرات؛ حيث لوحظ تحفيز الجهاز العصبي اللاودي عند الأشخاص ذوي الاستهلاك العالي لمشروبات الكافيين.
يمكن للكافيين أن يزيد من قدرات العضلات لدى الرياضيين عند استهلاكه قبل التمرين. نتيجة لقدرة الكافيين على تحفيز الجهاز العصبي اللاودي؛ تزداد نبضات القلب لدى الرياضيين بصورة أعلى ولفترات أطول عند استهلاك الكافيين.